# Chema García Ibarra
Chema García Ibarra (Elche, 1980 - ) es un director, guionista y productor de cine. Licenciado en Publicidad y Relaciones Públicas por la Universidad de Alicante.

## Obra
Residente en el industrial barrio ilicitano de Carrús, su cortometraje "El ataque de los robots de Nebulosa-5" se convirtió en uno de los más premiados del año 2009, con más de 110 galardones y 350 selecciones en festivales de todo el mundo, incluyendo la Quincena de Realizadores del Festival de Cannes, Sundance, Chicago Film Festival, Ann Arbor, Winterthur y Austin Fantastic Fest. Tras conseguir la preselección al Óscar y al Goya, ganó el Méliès de Oro al mejor cortometraje fantástico europeo y fue nombrado tercer mejor corto español de la pasada década según la encuesta del festival Alcine a directores, productores y distribuidores españoles.
En 2010 escribió, produjo y dirigió "Protopartículas", ganador de una Mención de Honor en el Festival de Sundance y premios en el Festival Internacional de Cine de Albacete Abycine, San Diego, Fant Bilbao o el Festival Internacional de Jóvenes Realizadores de Granada. El cortometraje fue listado como uno de los mejores del año por la revista Cahiers du Cinéma de España.
Su cortometraje "Misterio", cuyo guion ganó el premio Proyecto Corto Canal+ en el Festival Internacional de Cine de Gijón, tuvo su estreno internacional en la sección oficial de cortometrajes del Festival Internacional de Cine de Berlín 2013, dónde consiguió la nominación a Mejor Cortometraje Europeo.
En 2016, con su cortometraje "La disco resplandece", consiguió el Primer premio "Ciudad de Alcalá" y el Premio USER t38 en el Festival de Cine de Alcalá de Henares. En 2019 codirige, junto a Ion de Sosa, el cortometraje "Leyenda dorada", que se presenta en el Festival Internacional de Cine de Berlín y en España en el Festival Internacional de Cine de San Sebastián. 
En 2019, comenzó la preproducción del proyecto que ha sido su primer largometraje, "Espíritu sagrado", finalmente estrenado en 2021.

## Filmografía
Cortometrajes 
- El camino de carne (2006)
- El ataque de los robots de nebulosa-5 (2008)
- Protopartículas (2009)
- Misterio (2013)
- Uranes (2014)
- La disco resplandece (2016)
- Leyenda dorada (2019)

Largometrajes
- Espíritu Sagrado (2021)

## Premios y distinciones
Festival Internacional de Cine de San Sebastián
| Año  | Categoría                                    | Película                           | Resultado        |
| ---- | -------------------------------------------- | ---------------------------------- | ---------------- |
| 2022 | Premios Feroz-Premio Arrebato de Ficción     | Espíritu Sagrado                   | Ganador          |
| 2016 | Premio Zabaltegi-Tabakalera-Mención especial | La disco resplandece               | Ganador          |
| 2009 | Festival Sundance                            | Protopartículas                    | Mención Especial |
| 2009 | Festival Sundance                            | El ataque de los robots Nebulosa-5 | Mención de Honor |